# Болдино (Смоленская область)
Бо́лдино — деревня в Смоленской области России, в Дорогобужском районе. Расположена в центральной части области в 13 км к востоку от Дорогобужа, у автодороги Р134 «Старая Смоленская дорога» Смоленск — Дорогобуж — Вязьма — Зубцов. Население — 21 житель (2007 год). Входит в состав Полибинского сельского поселения.

## История
Известно как минимум с 1530 года (преподобным Герасимом Болдинским основан Троицкий Болдин монастырь). Дальнейшая история деревни тесно связана с монастырём. В 1897 году в монастыре и слободе 210 жителей. Название деревни произошло от названия речки Болдинки, протекающей в деревне.

В 1912 году молодой реставратор Петр Барановский предложил уникальную методику реставрации архитектурного памятника. Но реставрацию удалось начать только в 1921 году.
Одновременно с восстановительными работами на территории монастыря под руководством Барановского создавался музей. Научно-реставрационные и музейные работы органично вплетались в естественную монастырскую жизнь.
Наступил 1922 год. В мае этого года местные власти конфисковали церковное имущество, были осквернены мощи преподобного Герасима. Постепенно сворачивалось начатое Барановским музейное строительство. В 1928 году все реставрационные работы в Болдине были прекращены, а спустя год директор музея и оставшиеся монахи были репрессированы. Свято-Троицкий Герасимо-Болдинский мужской монастырь. История

В 1964 году реставрационные работы удалось продолжить. Состоялась экспедиция, возглавляли которую выдающиеся реставраторы — П. Д. Барановский и К. К. Лопяло.
С 1970-х годов восстановление архитектурного облика монастыря ведется под руководством ученика и ближайшего помощника Барановского архитектора А. М. Пономарева.

## Достопримечательности
- Комплекс допетровских зданий Троицкого Болдина монастыря, в составе: собор, трапезная, дом игумена, колокольня, часовня. Основан игуменом Горицкого монастыря Герасимом в 1530 г.[1]